# Masumeh Makhija
Masumi Makhija, in arte Masumeh Makhija (Canada, 10 ottobre 1984), è un'attrice indiana.
Nata in Canada, è cresciuta in India dove ha lavorato in televisione e al cinema, recitando in film del cosiddetto genere Bollywood.